# Barrique
Barrique (franc. Barrique) je naziv za vina koja su čuvana u hrastovima bačvama. Vina preuzimaju tanin iz hrasta (bačve moraju biti nove) te razvijaju specifičnu aromu. Arome koje nastaju barikiranjem vina su: vanilija, dim,...
Barrique okus vina, koji, kao što je već rečeno, potječe od posebno za tu svrhu izrađene drvene bačve, (pri čemu se ističe značaj njene veličine, debljine i nagorjelosti dužica, i, poglavito kakvoće hrastovog drva iz kojeg se takva posuda izrađuje), ovisi i o tome obavlja li se u njima i vrenje ili se vino u njih razlijeva kada je ta pretvorba završila. Uz vrijeme trajanja postupka i mnogobrojne druge čimbenike, proizvođači se odlučuju za, prema njihovom uvjerenju, najpovoljniji postupak, s krajnjim ciljem da kakvoćom vina u boci i čaši, pa i isticanjem načina rada, pridobiju naklonost potrošača. 